# Aldine Müller
Aldine Müller   (São José dos Ausentes, 8 d'octubre de 1953), nom artístic d' Aldina Rodrigues Raspini Müller és una actriu brasilera.
Va ser una de les musess de la pornochanchada al Brasil, és filla de mare portuguesa i de pare italià. Va estar casada, i té un fill adult, Cézar Raspini da Fonseca (casat, que la va fer àvia de tres nets). En maig de 2000, als 46 anys, va ser portada de la revista Sexy, amb una sessió de nu agosarat.
Té al seu currículum més de 40 pel·lícules, i diversos treballs en la TV brasilera, entre elles el personatge de la sensual Brigite, de la novel·la Sassaricando (1987), i la farsant Dinah a O Salvador da Pátria (de 1989), a més va fer una Doña Flor a l'humorístic Escolinha do Professor Raimundo (de 1992), de la Madre Monserrat a la novel·la de SBT Cristal (de 2006), i en teatre: Virgem aos 40.

## Treballs en la televisió
- 2007 - Dance, Dance, Dance .... Ângela Garcia (Rede Bandeirantes)
- 2007 - Show do Tom (Rede Record)
- 2006 - Cristal .... Madre Montserrat (SBT)
- 2004 - A Escrava Isaura .... Estela (Rede Record)
- 2004 - Jamais Te Esquecerei .... Délia (SBT)
- 1998 - Serras Azuis .... Ilsa Paleólogo (Rede Bandeirantes)
- 1997 - O Olho da Terra .... Rosa (Rede Record)
- 1996 - Quem É Você? .... Cristina (Rede Globo)
- 1992 - Escolinha do Professor Raimundo .... Dona Flor (Rede Globo)
- 1991 - Estados Anysios de Chico City (Rede Globo)
- 1990 - Rainha da Sucata .... Ângela (Rede Globo)
- 1989 - Cortina de Vidro .... Judite (SBT)
- 1989 - O Salvador da Pátria .... Dinah (Rede Globo)
- 1987 - Sassaricando .... Brigite (Rede Globo)
- 1986 - Tudo ou Nada .... Berta (Rede Manchete)
- 1985 - Uma Esperança no Ar (SBT)
- 1983 - Razão de Viver .... Rita
- 1983 - Moinhos de Vento .... Lídia
- 1982 - Casa de Pensão .... Amélia
- 1982 - O Pátio das Donzelas

## Treballs en cinema[8]
- 1985 - Noite
- 1984 - Amenic - Entre o Discurso e a Prática
- 1983 - Elite Devassa
- 1983 - Estranhos Prazeres de uma Mulher Casada
- 1982 - A Noite do Amor Eterno
- 1982 - Perdida em Sodoma
- 1982 - Excitação Diabólica
- 1982 - Shock: Diversão Diabólica
- 1981 - Bacanal
- 1981 - O Fotógrafo
- 1981 - O Império do Desejo
- 1980 - A Fêmea do Mar Imatges a DalePlay
- 1980 - Colegiais e Lições de Sexo
- 1980 - Consórcio de Intrigas
- 1980 - Convite ao Prazer
- 1980 - Força Estranha
- 1980 - A Boneca Cobiçada
- 1980 - A Mulher que Inventou o Amor
- 1979 - Os Imorais
- 1979 - Viúvas Precisam de Consolo
- 1979 - Nos Tempos da Vaselina
- 1979 - Uma Cama para Sete Noivas
- 1979 - A Força dos Sentidos
- 1979 - O Prisioneiro do Sexo
- 1978 - O Artesão de Mulheres
- 1978 - O Estripador de Mulheres
- 1978 - Bem Dotado, o Homem de Itu
- 1978 - Assassinato aa Noite
- 1978 - Ninfas Diabólicas
- 1977 - Dezenove Mulheres e um Homem
- 1977 - Internato de Meninas Virgens
- 1977 - Coquetel do Sexo
- 1977 - Socorro! Eu Não Quero Morrer Virgem
- 1977 - Paixão e Sombras
- 1977 - Segredo das Massagistas
- 1976 - A Ilha das Cangaceiras Virgens
- 1976 - Amadas e Violentadas
- 1976 - As Meninas Querem... Os Coroas Podem
- 1975 - As Fêmeas do Mar
- 1975 - Pesadelo Sexual de um Virgem
- 1975 - As Audaciosas
- 1975 - Os Pilantras da Noite
- 1975 - O Clube dos Infiéis